# Zsófia Csonka
Zsófia Katalin Csonka (ur. 12 września 1983 w Peczu) – węgierska strzelczyni specjalizująca się w konkurencjach pistoletowych, medalistka mistrzostw świata, dwukrotna mistrzyni Europy, czterokrotna uczestniczka letnich igrzysk olimpijskich (Ateny, Pekin, Londyn, Rio de Janeiro). 

## Życiorys
Węgierka zaczęła uprawiać sport w 1996 roku. Jest praworęczna, mierzy z broni prawym okiem.

## Przebieg kariery
Zadebiutowała w 1999 roku, wówczas jako juniorka wystąpiła w mistrzostwach Europy w Arnhem, gdzie w strzelaniu z pistoletu z 10 m zajęła 34. pozycję. W 2002 roku zaś zadebiutowała w mistrzostwach świata, gdzie wciąż jako juniorka wystąpiła w dwóch konkurencjach. W konkurencji pistolet pneumatyczny 10 m uplasowała się na 7. pozycji, natomiast w konkurencji pistolet sportowy 25 m udało jej się zająć 4. pozycję. W 2003 zwyciężyła w zawodach w konkurencji pistolet pneumatyczny 10 m, rozgrywanych w ramach Pucharu Świata, poza tym została mistrzynią Europy juniorów w tej samej konkurencji.
W 2004 brała udział w letnich igrzyskach olimpijskich. Podczas olimpijskich zmagań w Atenach występowała w dwóch konkurencjach – w konkursie strzelania z pistoletu z 10 m zajęła 26. pozycję z wynikiem 377 pkt, natomiast konkurs strzelania z pistoletu z 25 m ukończyła na 30. pozycji z rezultatem 567 pkt. Cztery lata później ponownie została olimpijką, w ramach letnich igrzysk w Pekinie wystąpiła w dwóch konkurencjach – w konkurencji pistolet pneumatyczny 10 m zajęła 29. pozycję (z wynikiem 378 pkt), natomiast w konkurencji pistolet sportowy 25 m zajęła 32. pozycję (z wynikiem 571 pkt).
W 2010 roku sięgnęła po srebrny medal mistrzostw Europy w konkurencji strzelania z pistoletu pneumatycznego z 10 m. Dwa lata później brała udział w letnich igrzyskach olimpijskich w Londynie, trzeci raz z rzędu startując w konkurencjach pistolet pneumatyczny 10 m i pistolet sportowy 25 m. Zajęła odpowiednio 16. i 6. pozycję (z rezultatami odpowiednio 381 oraz 584+200 pkt), był to tym samym najlepszy występ olimpijski Węgierki w karierze.
W 2014 wywalczyła brązowy medal mistrzostw świata w drużynowej konkurencji pistolet 10 m. Na mistrzostwach Europy w Mariborze zdobyła złoty medal w konkurencji pistolet sportowy 25 m. W swoim czwartym olimpijskim występie brała udział w jednej konkurencji, w konkursie strzelania z pistoletu sportowego zajęła 10. pozycję z wynikiem 581 punktów. W 2021 roku, na mistrzostwach Europy rozegranych w Osijeku udało jej się zdobyć brązowy medal w konkurencji pistolet sportowy 25 m (drużynowo).